# 学校の怪談 (映画)
『学校の怪談』（がっこうのかいだん）は、日本の映画シリーズ。常光徹の小説『学校の怪談』（講談社）及び日本民話の会のコミック『学校の怪談シリーズ』（ポプラ社）が原作だが、内容はほぼオリジナルである。

## 概要
学校で起こる怪奇現象、いわゆる学校の怪談を題材とした作品。
低年齢層を意識したホラー映画ではあるが、薄暗い学校を舞台とした恐怖演出は充分な迫力があり、大人でも楽しめる作りになっている。
冒険ジュブナイル的な要素を含み、ノスタルジーを感じさせる作風から、年齢問わず人気の作品である。
「学校近辺を舞台とした怪談もの」という共通項はあるが、シリーズ毎の世界観の繋がりはほとんどなく、妖怪たちが出現する原因も様々である。
野村宏伸、西田尚美、前田亜季、米澤史織は2つ以上の作品に出演しているが、いずれも役柄は異なる。黒木瞳、津川雅彦、岸田今日子ら大物俳優が脇役出演しているほか、演出家の野田秀樹が妖怪役で出演している。
建て替えが進む古い木造校舎の映像記録としても貴重な存在となっている。
夏公開の怪談映画であるが、作品内の季節設定は1・4作目は夏、2作目は春、3作目は秋と統一されていない。
企画はサンダンス・カンパニーの古澤利夫（藤崎貞利）（詳細は『それから』を参照）。東宝から古澤に企画が依頼されたもので、東宝が全額出資した。
全てのシリーズの予告編で流れる「うひひひひひ」の笑い声は声優の田の中勇が担当。
2004年7月30日に全4作とメイキングなどの特典映像を収録したDVD5枚と4作品のパンフレットを縮小した冊子4冊を収納したランドセル型のDVD-BOXが発売された。2015年8月19日に東宝名作セレクションとして4作品が発売された。2025年7月16日に4作品のBlu-rayが発売された。

## 『学校の怪談』（1995年）
当時小学生の間で広がっていた学校の怪談ブームを受けて製作された。SFXはデジタル合成などの最新技術を最小限に抑え、手作り感のある映像を目指し造られた。
1995年度第19回日本アカデミー賞では脚本賞と美術賞にノミネートされた。

### あらすじ
夏休みを翌日に控えた一学期終業式の帰り道。小学5年生の姉・亜樹と一緒に家路に向かっていた2年生の美夏は、絵の具箱を忘れた事に気付き、1人で取りに戻る事にした。教室を後にした美夏の前に突如、意志を持ったかのように独りでに跳ねる不思議なサッカーボールが現れる。導かれるようにボールの後を追うと、お化けが出ると子供たちの間で噂になっている旧校舎の昇降口へ辿り着く。取り壊しが決まっていて立ち入り禁止にもかかわらず、ボールに釣られて中へ入ってしまった美夏は、トイレの中で怪奇現象に襲われ姿を消してしまう。
帰りが遅い美夏を心配して学校に迎えに来た亜樹は、旧校舎の扉のノブにかかった美夏の巾着袋を見つけ、中へ探しに行く。すると、イタズラのために人体骨格模型を運び出そうと忍び込んでいた同級生の研輔と将太に遭遇するが、転校してきたばかりでクラスメイトと馴染めていなかった亜樹は、売り言葉に買い言葉で口論となり、単独で妹探しをする事に。
その後、4年生で双子の兄の均、6年生で少し大人びた雰囲気の香織とも合流し一旦外に出ようとするが、入って来た扉が開かなくなっており、生徒たちを探しに来た先生に向かって窓越しに助けを叫ぶも声が届かない。やがて、自分たちが旧校舎に閉じ込めらている事に気付くのだった。そして5人の前に次々と怪奇現象が襲いかかっていく。

### キャスト
- 小向伸一 - 野村宏伸

『1』の主人公。亜樹、研輔、将太のクラス（5年3組）担任を務める、どこか頼りない先生。28歳。生徒たちが旧校舎に閉じ込められている事を知り、捜索へ向かった。
研輔の母・由美子とは幼馴染。小学生の頃にクマヒゲと面識があった。
親の紹介でお見合いの話が来ており、養子縁組によって教師を辞めるかもしれないと同僚に話している。
小学4年生くらいの頃、ガキ大将の命令でクラスの女の子を家庭科室に閉じ込めた事があり、あとで助けに行くも部屋はもぬけの殻で、窓から飛び降りた様子だった。幸い命に別状はなかったが、その出来事は怖い思い出として今も心に残っている。
子供の頃、イタズラで体育倉庫に閉じ込められた事があり、泣き叫び過ぎて喘息の発作を起こした。
当初の設定では2にも同じ役柄で登場する予定だった。
- 篠田亜樹[4] - 遠山真澄

5年生。つい最近、東京から転校してきた。愛想がなく、強気な性格が災いしてクラスに馴染めずにいるが、友達がいない事を研輔に指摘されて落ち込むなど、本当に関心がないわけではない。行方不明になった妹の美夏を探して旧校舎に入り事件に巻き込まれる。
ポプラ社版小説では妹の美夏と共に未登場である。
- 篠田美夏[4] - 米澤史織

2年生。亜樹の妹。姉の亜樹とは対照的な、明るく人懐っこい性格。たまに電気を付けたまま寝るなど怖がりな性格だが、怪談話を嬉々として聞いたり、誰もいない旧校舎のトイレで花子さんを呼ぶなど、好奇心旺盛な面もある。忘れ物を取りに学校へ戻ったところ、誘われるようにして旧校舎に迷い込み行方不明となる。終盤で脱出するまで気絶していたため、作中の登場時間は少ない。
- 中村研輔[4] - 熱田一

5年生。ガキ大将タイプで、亜樹とは反発する事が多く、口喧嘩が絶えない。イタズラ道具を探しに旧校舎に侵入し、事件に巻き込まれる。集英社版小説では、亜樹に対する態度は好意の裏返しであり、事件を通じて惹かれあうようになる。
- 瀬川将太 - 塚田純一郎

5年生。研輔と仲が良く、よく行動を共にしている。サッカー少年。研輔に合わせて亜樹に対して冷淡に接するが、性根は気さくで心優しい。旧校舎で出会った香織に一目惚れする。
- 千葉均 - 町田耕平

4年生。双子の兄。自宅はコンビニエンスストアを経営している。気が弱く、弟の一が学校で嘔吐をしてしまった事から「ゲロ兄」という酷いあだ名を付けられている。弟のために悪霊を封じる魔法陣を使おうとしていたところ、花子さんに導かれるようにして校舎に入ってしまい、事件に巻き込まれる。本人は自覚していないが実は超能力の持ち主で、鏡を使って双子の弟・一とテレパシーで会話できる場合がある。
集英社版小説では名前が善男になっている。
- 千葉一 - 町田昇平

4年生。双子の弟。名前の読み方は「かずお」。兄が「ゲロ兄」と呼ばれる原因となった張本人。霊感が強く、学校に霊が出ると感じた事から不登校となる。親が経営するコンビニの商品によく手をつけている。兄と同じく超能力の持ち主で、均からテレパシーで情報を得ながら、校舎外で事件解決へと奮闘する。
演じた町田兄弟は芸能事務所出身ではなく完全に素人だった。また、実際は弟役の昇平が兄で、兄役の耕平が弟である。
集英社版小説では名前が光男になっている。ポプラ社版小説では未登場である。
- 小室香織 - 岡本綾

6年生。亜樹たちが旧校舎の中で出会う少女で、どこか不思議な雰囲気を纏う。将太に好意を寄せられており、別れ際にある思いを伝える。
- 中村由美子 - 杉山亜矢子

研輔の母で、地元のヤンキーたちをまとめるリーダー。早くに夫を亡くしている。伸一とは幼馴染で、病気の見舞いで自宅に顔を出す仲である。ヤンキーたちの力を借りながら、一と協力して魔法陣の完成を担う。ポプラ社版小説では未登場である。
- クマヒゲ - 佐藤正宏

旧校舎内に突如現れる用務員。校内美化や公序良俗に厳しく、「廊下を走るわ」「物を散らかすわ」などと、よく愚痴をこぼしている。伸一が小学生の頃からの顔見知りだが、その頃と変わらぬ姿をしており、助けを求める子供たちの話を聞く様子がない。
- 校長先生 - 久保晶
- 千葉ゆかり - 広岡由里子

均・一の母。
- 篠田三枝 - 水木薫

亜樹・美夏の母。
- 湯川奈保子 - 余貴美子

均・一の担任。不登校の一を心配している。話す時に肩が盛り上がる癖があり、一は喋りにくいと感じている。
- 当直の先生 - 笹野高史

冒頭でメリーさんに襲われ亡くなる。
- バイク屋社員 - 渡辺成紀
- ヤンキー - 真日龍子、鈴木景子、岸田修治、嶋田豪
- 先生 - 伊藤留奈、浦崎宏
- 口裂け女 - 佐藤勝栄
- 花子さん - 小西杏奈
- 人体標本 - 元気安
- 巨人の男の子 - 鈴木浩之
- ベートーベンの亡霊 - てるやひろし
- インフェルノ - 吉田瑞穂

### スタッフ
- 監督：平山秀幸
- 企画：サンダンス・カンパニー
- 製作：藤峰貞利、高井英幸
- プロデューサー：酒井良雄、藤田義則、瀬田一彦
- 原作：常光徹、日本民話の会
- 脚色：奥寺佐渡子
- 撮影：柴崎幸三
- SFX：中子真治
- 美術：中澤克巳
- 編集：川島章正
- 音楽：Fuji-Yama（諸藤彰彦、山崎茂之）
- 音楽プロデューサー：高桑忠男（東映音楽出版）
- 助監督：蝶野博
- クリーチャーデザイン：寺田克也
- 製作：東宝
- 東宝=サンダンス・カンパニー提携作品

### キャッチコピー
「こんどの夏休みに、出ます」
「ウワサがホントになりました」

### ロケーション
- 市立富士根南小学校（静岡県富士宮市）
- セブンイレブン清水ヶ丘店（東京都府中市）

### 受賞歴
- 第13回ゴールデングロス賞優秀銀賞、話題賞[8]

## 『学校の怪談2』（1996年）
前作と同じスタッフにより製作された。
前作同様手作り感のある映像を目指している一方で、カナダ・エイリアス社のCG作成ソフト「パワーアニメーター」を発売前に導入し、これを使用するワークステーションとして当時最大の処理速度を持っていたIndigo2を使用するなど、前作では最小限に抑えられたCGを積極的に導入している。妖怪の造形担当に立体物を製作させてからそのデータをコンピュータに正確に入力するという手間のかかる手法を取る事で、CGであっても手作り感を表現している。
岸田今日子は本作および『八つ墓村』で1996年度ブルーリボン賞助演女優賞を受賞した。

### あらすじ
田舎の山間部に建つ小学校と隣接する寺には、塾の春休み集中合宿のために都会から来た塾生たちや、地元の子供たちが集り賑わっていた。この村の出身である塾講師の理香は、弟の司を含めた地元の子供たちとふれ合いをさせるべく、合宿を兼ねて生徒たちを故郷に連れ立ったのだ。しかし、理香の思惑通りに事は進まず喧嘩が勃発し、合宿の最終日である4月4日まで仲違いしたまま小学校での肝試しイベントを迎える。
寺の和尚は肝試し前の子供たちに、「30年前の4月4日4時44分。南小学校で、当時の校長先生が何者かに首をもぎ取られて死んだ。それからというもの、4月4日4時44分には、誰もあの学校には近寄らない……」という話を聞かせ怖がらせる。
夕方、肝試しが始まろうとしている最中、理香は指名手配されている寺荒らしの泥棒・浅野と遭遇し、騒ぎを起こして肝試しが中止になってしまう。準備のために現地にいた直弥や、すでに出発していた数名の子供たちを除いて...。
一方、塾生の憲は司に炊飯係を押し付けられ、炊飯器のある小学校へ。居眠りした上に炊飯を失敗した憲は、不思議な笛の音に引き寄せられるように時計塔へと向かう。大時計を動かす巨大な歯車に圧倒された憲は、転んだ拍子にスニーカーが歯車に挟まれて取り出せなくなり、時計が4時44分で停止してしまう。その様子を見届けた赤い服の少女が怪しく笑うと、突如として辺りに暗雲が垂れ込め、校内にいた憲と肝試し中の子供たち、そして逃走して来た浅野が学校に閉じ込められてしまった。
そして、30年前、校長が襲われた時に校舎内をうろついていた不気味な茶汲み人形が姿を現し、呼応するかのようにお化けたちが溢れ出すのだった。

### キャスト
- 浅野和成[4] - 野村宏伸

『2』の主人公。29歳。住職に変装し、スクーターを乗り回して寺や神社を狙う泥棒で、指名手配書が出回っている。
合宿先の寺から高価な衝立を盗んだ後、逃走中に地下通路から学校の校長室に辿り着き、事件に巻き込まれる。学校でも盗みを働いており、校長室から金の懐中時計を拝借する。鉢合わせた子供たちに対しては、「4月からの新任教師」と偽って取り繕う。笛でしか話さない憲の言葉を何故か理解できる。他の皆んなが目撃しているお化けのテケテケを、彼だけは視認できておらず、全く怖がらない。
盗みの邪魔になる子供たちには冷淡に接するが、助けに行かないと正体をバラすと脅され、取り残された直哉たちの救援に向かい、危機的状況に置かれた際は盗品を捨ててでも身を挺して庇っている。
学校での事件が終焉した後も懲りずに泥棒を続けており、盗んだ仏像を背負ってスクーターを走らせ、パトカーから逃走している。エンディング後のオマケシーンでは電車内で新聞を読んでおり、彼の陰からテケテケが現れて周りの乗客を驚かせるというオチがついている。
小説版では未登場。また、コミカライズ版では、未登場の理香の代わりに塾講師を勤めており、映画1作目の小向伸一の雰囲気が強く出ている。
- 加賀直弥 - 細山田隆人

10歳。東京からやって来た理香の教え子。肝試しの準備係として他の子供たちに先行して校舎にいたため、事件に巻き込まれる。母親が国際線のスチュワーデスで家を留守にする事が多いため、幼い頃から自立心が強く、何でも1人でやってきたという自負がある。頭の回転も速く、杏子をはじめとする塾の女子生徒たちに好意を寄せられているが、一匹狼な性分で人を寄せ付けない雰囲気を纏っている。何かと自分に付きまとう幼馴染のなな子を厭うような態度を取るも、行方不明になった時は脇目も振らず必死に探し回っている。男のくせにシャンプー臭いとして、司に「シャンプー」というあだ名で呼ばれる。
小説版では事件発生時に憲と共に妖怪に襲われるが機転を効かせて無事に助かり（描写上は行方不明）、全員合流後はリーダーを務めている。
- 今井なな子 - 前田亜季

9歳。東京からやって来た理香の教え子。幼馴染の直弥に思いを寄せるおさげ髪の少女。行方不明の直弥の事が心配で、捜索隊の理香と住職の後をこっそり付けて地下通路に侵入。1人学校へと辿り着き事件に巻き込まれる。
相手が思い通りの行動をしないと「○○しないと××しちゃうぞ」という支離滅裂な言葉（「木に登っちゃうぞ」「餃子焼いちゃうぞ」など）でまくしたて、言い分を通そうとする癖があり、直弥にはいつも軽くあしらわれている。
後から遅れて校内に潜入し、後に妖怪に捕らえられたため出番は少なめだが、時計塔の秘密を伝える重要な役割を果たした。小説版では最初から事件に巻き込まれており、杏子と親友とも言える間柄が描かれている。コミカライズ版では未登場の杏子の設定を一部受け継いでおり、より強気な性格になっている。
- 稲葉杏子 - 竹中夏海

10歳。東京からやって来た理香の教え子。虫が大の苦手。都会的な雰囲気を纏った強気な性格で、何かと自分に絡んでくる司と激しく対立する。直弥に好意を寄せるが、自分には全く振り向いてくれず、もどかしさを感じている。
ポラロイドカメラで心霊写真を撮るのが趣味で、出版社に送ると貰える賞金（3万円）が目当てで肝試しに参加し、落とし穴に嵌めようと企む司とペアを組んだ事で一番手で出発し、事件に巻き込まれる。
偶然写真に写った浅野の正体を直弥に指摘され、後に本人と対面した際には「直弥君を助けに行かないと正体をバラす」と脅した。
当時としては珍しく、小学生の内から携帯電話を所有しており、司に「生意気」と詰められている。小説版では「父親のものを借りた」と述べており、使用頻度も本編より多い。
名前の由来は、当時『少年ジャンプ』（集英社）にて連載中で、同じく学校の怪談をテーマにした漫画『地獄先生ぬ〜べ〜』のメインキャラクター・稲葉郷子からで、東京から来たという設定や強気な性格なども踏襲している。
『コミックボンボン』（講談社）で掲載されたコミカライズ版では未登場。
- 三好憲 - 太田翔平

8歳。東京からやって来た理香の教え子。内気で言葉を発する事がなく、首にかけた笛の音で意思表示をするが、伝わる事はほぼないため、周囲をイラつかせる事も少なくない。何故か笛の音だけで意思を理解する浅野に懐く。ゆりか曰く偏差値は高いが、とても臆病でドジな所があり、時計塔で靴の片方を歯車に巻き込んで時計を4時44分で止めてしまうという失態を犯している（妖怪におびき出された結果ではある）。
喋らない理由は作中では明言されていない。ラストの浅野との別れの際には、意を決して大声で呼びかけており、内気な性格を克服したような描写となっている。だが、パンフレットには「喋らずに何日間過ごせるか実験中だった」という裏設定が書かれている。小説版では、声が変だとからかわれた事が原因となっており、喋らなくても意思表示できるようにと母親から笛を渡されている。一方、コミカライズ版では普通に喋っている。
- 小田桐司 - 阿部大和

11歳。地元の子供で、理香の弟。ガキ大将的な存在で、東京から来た杏子たちにイタズラを仕掛けたり、憲を「飯炊き大臣」に任命し、飯盒ではなく学校の炊飯器で炊かせようとするなど、意地悪な態度を取り続け、せっかくのふれ合いの機会を不意にしている。生意気な杏子を意地でも泣かせようと、肝試しの一番手としてペアを組んだ事で事件に巻き込まれる。横暴な言動が目立つものの、杏子が本当に泣いてしまった際には、気遣う優しさを見せている。
亡くなった祖母とのエピソードとして、公園に深夜まで置き去りにし、風邪をひかせた事を笑い話として語っているが、内心では負い目を感じており、終盤にはずっと慕っていた事を明かしている。そのため、なな子を捜索するために杏子を1人置き去りにした直弥の行動に食ってかかっている。
小説版では横柄な性格が薄まり、男らしい頼れる存在に描かれており、全員合流後はサブリーダーを務めている。
- ヨシオ - 日吉孝明

11歳。地元の子供で、ハルエの友人。口うるさく喧嘩早い性格。司と出会った際に校歌を歌って意気投合するも、事ある毎に口喧嘩に発展し、ハルエに咎められている。流行物を知らなかったり、珍しくもない腕時計やポラロイドカメラを見て驚くなど、時折不思議な反応を見せる。
- ハルエ - 皆川香澄

12歳。地元の子供で、友人のヨシオを「よっちゃん」と呼ぶ。気が強くしっかり者な性格で、直弥から突き放されるなな子を気にかける面倒見の良さも見せる。ヨシオを肝試しに誘った事で共に事件に巻き込まれる。初対面のはずの司の名前を何故か知っており、直弥と言い争いをしそうになった彼を一喝して黙らせるなど、妙に距離感が近い。
- 常盤静子 - 岸田今日子

南小学校第7代目校長。30年前、学校の音楽室（小説版では時計塔）で4時44分の悲劇に見舞われる。遺体には首が無く、学校や周辺だけでなく村中が捜索されたが見つかる事はなかった。愛用の金の懐中時計が現在も校長室の金庫に保管されており、浅野が盗んだ事で逆鱗に触れる。時計には「光、時の果てより来たるべし」と彫られており、これが事件解決へのキーワードとなっている。
演じた岸田は当初、事務所に送られてきた人物設定をスタッフに捨てられてしまったが、本人が読んで配役を気に入り、出演を引き受けた。多くの役者が嫌がるという石膏での顔の型取りも楽しんでこなしていたという。
- 小田桐理香[4] - 西田尚美

東京の塾（あおば塾）の講師で、司の姉。春休みに教え子たちを連れて地元に帰り、合宿を行う。肝試しを企画するも、指名手配犯の浅野と遭遇して急遽中止となる。だが、先行していた子供たちにはその情報が伝わらず、怪奇現象に見舞われ行方不明となってしまう。一晩で3回も失神する小心者であるが、生徒たちを事件に巻き込んでしまった責任感から、怖がりながらも寺の住職と共に捜索に向かう。しかし、住職の静止を無視して暴走した結果、地下通路の中を一晩中彷徨い、脱出できたのは事件解決後の朝だった。小説版では塾講師（英語担当）はアルバイトであり、短期大学の学生という設定になっている。
- 真行 - 米倉斉加年

合宿先の寺（蓮正寺）の住職。寺に集まった子供たちに、隣接する学校で30年前に起きた事件に関する怪談話を聞かせて怖がらせるのが一つの楽しみとなっている。トイレに籠ってゲームをしている間に、妖怪が封印された重要な衝立を浅野に盗まれてしまう。学校の裏事情にも精通しており、校内の各所に通じる地下通路を使い、行方不明となった子供たちの捜索に向かうが、理香に振り回される形で地下通路の中を夜明けまで彷徨い続け、事件解決の役には立たなかった。
小説版では学校に出かける直前の杏子に数珠の玉を渡しており、これが子供たちを救う事になる。
- おまわりさん - 神戸浩

物語冒頭で浅野の手配書を配り回っていた警察官。喋り方が独特で、少々堅物な性格。ラストシーンでは、懲りずに仏像を盗んで逃走中の浅野をパトカーで追いかけている。
- 伊沢ゆりか - 川西珠生

杏子、なな子の友人。
- 橋本梨菜 - 中山香苗

杏子、なな子の友人。
- 鈴村公平 - 大竹雅樹

司の友人。司よりは常識人で、杏子に食って掛かる司を制止していた。
- 小林守- 尾沼征則

司の友人。彼も公平同様杏子に食って掛かる司を制止していた。
- 人面犬 - きたろう

対面した人間に対しフランクに話しかける犬のお化け。
- ムラサキババア - 北川智繪
- 花子さん - 石丸奈菜美
- ダンスをしている老夫婦 - 佐藤良一、肥爪友子

なな子が地下通路を抜けた先の体育館で見かけた謎の老夫婦。
- ゲスト出演 - 遠山真澄、熱田一、塚田純一郎、町田耕平、町田昇平

エンディング後のオマケシーンで前作の出演者が登場しており、周りの演者は全てスタッフである。

### スタッフ
- 監督：平山秀幸
- 製作：藤峰貞利、高井英幸
- プロデューサー：藤田義則、瀬田一彦、木村典代
- 原作：常光徹、日本民話の会
- 脚色：奥寺佐渡子
- 撮影：柴崎幸三
- SFXプロデューサー：中子真治
- 美術：中澤克巳
- 編集：川島章正
- 音楽：寺嶋民哉
- 音楽プロデューサー：高桑忠男（東映音楽出版）
- 劇中歌：あがた森魚「小さな喫茶店」-IN EINER KLEINEN KONDITOREI-
- 助監督：蝶野博

### キャッチコピー
「そろそろ出る時間です」
「4時44分、だれも知らない授業が始まる」

### ロケーション
- 下佐見小学校（岐阜県加茂郡白川町）
- 旧津金学校昭和校舎（山梨県北巨摩郡須玉町・現北杜市）
- 蕃竹山大公寺（山梨県韮崎市）
- 大井川鉄道家山駅（静岡県島田市）

### 受賞歴
- 第14回ゴールデングロス賞優秀銀賞、話題賞[12]

## 『学校の怪談3』（1997年）
監督は金子修介に交替。金子は前作までが「和風」であったのに対し、本作は「洋風」を目指したという。シリーズで唯一鉄筋コンクリートの校舎が舞台となっており、学校のみならず街全体で怪奇現象が起こるのは本作が初めてである。撮影が行われた小学校は、シリーズでSFXプロデューサーを担当する中子真治の母校。中子自身も運動会の1シーンに一瞬だけ出演している。
本作の宣伝に際して学習研究社が協力しており、同社のイマジン学園の広告に映画のポスターを模した広告（ポスターに使われていた赤い文字の「学校の怪談」が「学校の成績」に、黄色い文字の「うひひひひひ」が「わははははは」に変更されている）が使われることがあった。
同様に金子修介が監督を務めた『ガメラ3 邪神覚醒』がホラー調の作風になった背景には、当時高い人気を誇っていたホラー作品群が関係しており、市川南の影響もあって『ガメラ3』の制作には『学校の怪談』を意識した部分も存在するとされている。本作のスタッフやキャストには、前田亜季、螢雪次朗、若狭新一、大谷幸、大橋明、吉田瑞穂、伊藤進一、津川雅彦、日本映像クリエイティブなど平成ガメラ三部作に携わってきた面々が散見される。

### あらすじ
槙町小学校には、20年前に病気で亡くなった生徒・タイチの亡霊が出るという噂があった。生前、体の弱かったタイチは運動会に参加できず、元気に走り回る生徒たちを羨ましそうに窓から眺めていたという。そして、二人三脚で転んだ生徒は目を付けられ、学校のどこかにあるというタイチが取り憑く鏡の中に連れ去られてしまうという怪談話が子供たちの間で広まっていた。
運動会当日、何とか転ばないようにと注意を呼びかける茜と真琴の心配をよそに、良と繭子のペアは快調に飛ばして1着に踊り出る。しかし、ゴールを目前にして派手に転倒し、2人の足を繋いでいた鉢巻も千切れてしまった。その途端に空には暗雲が立ち込め、生徒たちの中に悪い予感が湧き起こるのだった。放課後、物音がして図工準備室に立ち入った教師の八橋かおるは、誘われるようにして普段は施錠されているはずの物置き部屋に入り、箱の中から綺麗な姿見を発見する。美人に映る気がすると気に入ったかおるは、勝手に持ち出して図工室の壁に設置してしまう。タイチの亡霊が取り憑いた鏡である事も知らずに、、、。
タイチの噂を知る子供たちは、鏡が発見されたという情報をすぐに拡散し、噂を聞きつけたかおるの教え子・良、繭子、茜、真琴の4人は一目見ようと塾の終わりに学校に忍び込む約束をする。母親の再婚話に反対し、家を飛び出した良の後を追い、再婚相手の連れ子である悟と柚香も学校へ向かう事に。こうして学校に残っていたかおると集まった6人の子供たちは、噂通りにタイチの鏡に引きずり込まれ、異世界の中で次々と怪奇現象に襲われていく。

### キャスト
- 八橋かおる[4] - 西田尚美

『3』の主人公。良・繭子・茜・真琴のクラス（5年2組）担任を務める学校の教師。24歳。生徒からは「八橋ちゃん」と呼ばれている。少しヘタレな一面があるが生徒たちのためなら危険も顧みない熱血教師。当初はお化けの存在を信じておらず、子供たちの噂話も頭ごなしに否定していた。
幼少時は体が弱く、体力増強のためボクシングを始めており、現在ではライセンスを持つほどの腕前である。学校にもトレーニング用具を持ち込んでおり、暇さえあれば練習している。
図工準備室にある物置きから「タイチの鏡」を発見し、そうとは知らずにフォームチェックに使用していたが、外に出してしまった事がきっかけで生徒たちと共に事件に巻き込まれる。
運命は自分で変えるものという信念を持っており、血液型や星座などの占いに一喜一憂する生徒たちを熱く指導している。貧乳にコンプレックスを抱いており、のっぺらぼうに襲われた際には、「自分は顔ではなく胸が無い、その方がよっぽど怖い」と自虐している。
図工教師の為山に想いを寄せており、ボクシングのデビュー戦のチケットを渡して観戦に誘うが、既に婚約相手がおり、当日が結婚式である事を告げられ、あっさりフラれている。
- 久保田良[4] - 吉澤拓真

かおるの教え子である、正義感の強い男子生徒。繭子の事を密かに想っており、運動会の二人三脚で転倒した際には身を挺して庇った。塾に通ってはいるが勉学はあまり得意ではない。幽霊の存在を信じていなかったが、繭子たちに誘われる形で夜の学校を訪れ、事件に巻き込まれる。
母子家庭として、仕事続きで行事参加どころか食事作りもろくにできない母親の真知子に理解を示し、文句や愚痴も言わない心優しい性格。母親の突然の再婚話には素っ気ない返事をしているが、相手の連れ子である悟と柚香の第一印象が最悪であった事から、反発して家を飛び出してしまう。だが、事件を通じて子供たちとの仲も深まって兄として接するようになり、最後は彼らと共に東京へ引っ越す決断をしている。柚香に鼻の下のホクロを鼻糞だとイジられ、「鼻糞お兄」と呼ばれてからかわれている。
- 藤井繭子[4] - 前田亜季

かおるの教え子である、良に想いを寄せる天真爛漫な性格の女子生徒。タイチの鏡を見るために学校に集合するが、一足早く着いた事で皆んなに置いて行かれたと勘違いして校内に入り、真っ先に事件に巻き込まれた。百枚オバケと遭遇した際、機転を効かせて掃除機を持って対峙し、立ち向かう勇敢さも持つ。良と二人三脚した際に転倒して千切れた鉢巻を縫い直して良に渡しており、これが重要なアイテムとなる。
鏡を見に行く約束をする際に「久保田君が来なきゃつまんないからね」と彼にアプローチをかけている。また、事件を通してより親密な仲となって行き、呼び方も「良」に変わっている。東京へと引っ越す良との別れの際には、皆んなが見守る中で頬にキスをするなど、積極的な一面が見られる。
- 佐藤茜 - 米澤史織

かおるの教え子である、気が強い女子生徒。実家はケーキ屋。口では不釣合い（良が格下）と言って批判しているが、密かに繭子の恋を応援している。タイチの鏡に強い興味を持っており、発見されたと知ると皆んなで見に行く提案をし、これが事件に繋がっていく。
当初は真琴の事を「マザコン」「ダサい」などと馬鹿にしていたが、事件の最中に彼から告白され、意識をするようになる。初めて異性から告白された事、理想の男の子は簡単には見つからない事などを鑑みて応えを熟考していた。危機に陥った際に体を張って守ろうとする彼の勇敢な態度を見て見直していた。
- 太田真琴 - 山田一統

かおるの教え子である、ぽっちゃり体型で気が弱い男子生徒。母親から溺愛されていてマザコンとイジられているが、本人はその現状に不満を感じており、良たちの前で母親がべったりと甘やかす素振りを見せた際は恥ずかしそうに嫌がっている。将来の夢はケーキ職人だが、母からは医者や弁護士を目指すよう言われ、反対されている。「運命は自分で変えるもの」というかおるの言葉に感化され、茜に愛を告白し、彼女を守るために奮闘してしっかり者に成長していく。
茜が許せないものとして「マザコン」「ロリコン」「鈍いお頭」の3つを挙げ、それを聞いた真琴は自分の事だと笑顔で答え、茜を呆れさせている。
世界地図からあふれた大量の海水を浴びて体を冷やしてしまい、服を干して排便していた際にトイレットペーパーが無くなるアクシデントが発生。咄嗟に差し出されたロールを受け取るが、幽霊（タイチ）から渡されたと気付くと、トイレから飛び出して裸体を晒してしまい、茜に股間を見られている（真琴曰く「これで茜以外にはお婿にいけない」）。
- 木村悟 - 豊永利行

柚香の兄。小学4年生。父の義男が良の母・真知子と再婚する事で良の義兄弟になる予定となっているが、当初は良に冷淡に接し、宿題を勝手に採点する、理不尽な契約書を突きつけるなど彼を馬鹿にする言動を取り、良が母親と反発する原因を招いてしまった張本人。父から留守番を言い付けられるが、良を追いかけて家を飛び出した柚香と共に学校を訪れ、事件に巻き込まれる。
眼鏡をかけたインテリな見かけ通り学業面では優秀だが、追いつめられると取り乱して頭が回らなくなるなど柔軟性に欠ける。己の能力を過信し、尊大な言動を繰り返して周囲の反感を買っている。また理屈っぽく非科学的なものを信じようとせず、終盤までタイチの事を信じ切れなかった。良に対して突き放すような態度を取る一方で、物心付く前に実母を亡くしている影響から、新しい母親ができる事を楽しみにしており、密かに写真を持ち歩いていた。また、事件を通じて、良がリーダーシップを発揮し、自分を助けるために尽力する様子を見て心を入れ替え、良と和解して弟として接するようになった。
本編では腰を抜かしてばかりでヘタレ全開だったが、小説版では妖怪の退治の方法を立案し（一時的とはいえ）成功させており、有言実行の活躍を見せている。コミカライズ版では妹の柚香と共に未登場である。
- 木村柚香 - 野口由佳

悟の妹。小学3年生。自他共に愛称の「ユカリン」を用いる。ロリータファッションにツインテールで、テディベアのぬいぐるみリュックを愛用している。初対面の相手にも心を開いて元気いっぱいに接する明るい性格の少女。良を馬鹿にして仲違いする兄とは反対に、一目で気に入って懐いている。家出した良を放って置けず、追いかけた事で兄と共に事件に巻き込まれる。ただ一人タイチの声が聞こえる等、霊感が強い。
- 久保田真知子 - 黒木瞳

良の母親。36歳。シングルマザーで残業が多く、良の学校行事に参加できずにコンビニ弁当ばかり食べさせている事に負い目を感じていた。そんな生活を改めて息子との時間を増やすため、同じくシングルファーザーの義男と再婚を予定している。良には事前に話をしないまま義男らを自宅に招き入れ、子供同士が衝突してしまった事で良は再婚に激しく反発し、擦れ違いを生じてしまう。
- 木村義男 - 佐戸井けん太

悟と柚香の父親で、真知子の再婚相手。39歳。東京在住。柚香からは「パパリン」と呼ばれている。料理上手で家庭的な優しい男性で、久保田家に訪れた際にコロッケを中心とした夕食を振る舞う。子供達によれば真知子にゾッコンらしい。
- タイチ - 比嘉タケル

魔法の鏡の持ち主。『運動会の二人三脚で転んだ子供を鏡の世界に連れ去る悪霊』と噂され怖がられているが、実際は心優しい性格の持ち主で、自身の寂しさに付け込んだ妖怪たちに利用されていただけだった。鏡の世界に引き込まれた良たちを助けるために陰で奮闘する。生前、病気のために運動会に参加できず、死後も未練を感じており、良が二人三脚時に足を結ぶために使っていた赤い鉢巻を持ち出してずっと所持していた。
- 為山先生 - 野村宏伸[注釈 24]

粘土細工が得意な図工教師で、シャカシャカの模型を作製する。
かおるに想いを寄せられているが、実は婚約相手（為山曰く、博多美人）がおり、かおるのデビュー戦当日が挙式予定日であったため、かおるの誘いを断っている。
小説版では挙式がお見合いに変更されており、当日に寝過ごして相手に振られたため観戦に行っており、かおるに望みありという展開になっている。
- 塾の教師 - 野田秀樹

良たちの通う塾「あべ学習塾」の講師で、高圧的な言動で生徒たちに接する。テスト中は竹刀を持って不正行為を行う生徒がいないか厳しく見回っているが、実際はカンニングや手紙の回し読み、果てには裁縫など好き勝手に行動されている。
鏡の世界では動く人体模型として現れるが、もともと両者に関連性はない。
- 高井由美 - 青島早紀

数年前、運動会が終わった後、友達とかくれんぼをして当時タイチの鏡が置かれていた図工室に隠れたが、友達が校長に注意されて先に帰ってしまった事を知らずに図工室に取り残され、鏡の中に引きずり込まれたと噂されている生徒。二人三脚での転倒の有無やその後の消息については語られていない。
- おまわりさん - 螢雪次朗

良たちの住む町の周辺を自転車に乗ってパトロールしている。終盤では義男と真知子から行方が分からなくなった良・悟・柚香の捜索願いを出されているが、警察署に戻るためにパトカーを出した直後に鏡の世界から戻ってきた良たち三人が帰宅し、入れ違いとなった。
鏡の世界では、義男や真知子と共にのっぺらぼうとして出現し、何故か鎌を振り回して迫って来る。
- 校長先生 - 津川雅彦

一見すると穏やかだが、校則には厳しい人物。数年前、運動会が終わった後で校舎内に残ってかくれんぼをしていた生徒に「早く帰らないとオバケが出るよ」と叱って帰したが、図工室に隠れていた由美の存在には気付かなかった。
- 真琴のママ - 渡辺真知子

息子の事を「まこちゃん」と呼び溺愛している。
- 裕子 - 町山千鶴

茜、真琴の友人。
- 美砂 - 山口明寿香

茜、真琴の友人。
- 卓也 - 斉藤慧

由美の友人。かくれんぼで鬼役をしていたが、校長に叱られ帰らされた。
- 運動会のアナウンス生徒 - 清野優美
- 良の友達 - 小川一樹、佐藤史紀
- 赤い服の女の子 - 林政子

後ろ姿しか見えない花子さんだが、前2作と違って言葉を発している。
- のっぺらかあさん - 吉村庸子、大橋明
- ゾンビバスの乗客 - 秋定里穂、浦崎宏、藤原はるか、佐藤貢三、高橋亜子、村上昭人、結城豊弘
- 人面犬 - 林家こぶ平
- 人体模型 - 吉田瑞穂

### スタッフ
- 監督：金子修介
- 製作：藤峰貞利、高井英幸
- プロデューサー：藤田義則、瀬田一彦
- 原作：常光徹、日本民話の会
- 脚本：しまだみちる、金子修介
- 撮影：柴崎幸三
- クリーチャーデザイン・クリエイト：高柳祐介
- 美術：及川一
- 衣装：宮本真理
- 編集：川島章正
- 音楽：大谷幸
- 音楽プロデューサー：高桑忠男（東映音楽出版）
- 主題歌：Dual Dream「Splash」
- SFXプロデューサー：中子真治
- アクション：吉田瑞穂
- スペシャルエフェクトメークアップ：若狭新一
- モデルアニメーション：小杉和次
- 音響効果：伊藤進一
- 助監督：片島章三

### キャッチコピー
「3番めが1番こわい」
「その鏡をのぞいてはいけない」

### ロケーション
- 岐阜県益田郡下呂町（現・下呂市）
- 下呂町立下呂小学校
- 下呂温泉望川館
- 市進学院

## 『学校の怪談4』（1999年）
監督は再び平山秀幸。これまでの作品に頻繁に登場していたモンスター的な妖怪（お化け）の登場機会は少ない替わりに、これまでの作品で脇役妖怪だった幽霊がこの作品のメイン妖怪としていることから、それに比べてより「怪談」らしいものとなっている。前作同様、町全体が舞台となっているが、学校そのものがメインとなるのは終盤のみである。異世界に閉じ込められた子供達（＋大人1人）が協力し合って困難に立ち向かい、事件の終息（異界からの脱出）を目指す前回までの3作品とは異なり、子供達はそれぞれが単独で事件に巻き込まれており、その後は（周治を除いて）事態終息まで再登場せず、事態の終息も弥恵と幸一（子供1人と大人1人）の2人で行なっている。設定上、4作品の中で唯一白黒の映像から始まる。
幸一を演じる福田亮太と笑福亭松之助と主演の豊田眞唯は『天才てれびくん』（NHK教育テレビ）の「MTK スリラー」で共演している。

### あらすじ
恒と弥恵の兄妹は、夏休みを利用して、海辺の町・戸野崎にやってきた。しかし、やってきたその日、戸野崎は数年ぶりの大型台風に見舞われる。そんなときに、従姉妹のあゆむは「嵐の日には、海から死んだ人の霊が戻って来るんだよ」と語った。
すると次の日から、町の子ども達が次々と消えていった。ある子は海に引きずり込まれ、ある子は正体不明の列車に誘拐され、ある子は女の子の幽霊に攫われた。そして、どことも知れない木造の古い学校でかくれんぼの鬼をさせられるという夢に悩まされ続けていた恒も、とうとう弥恵の前から姿を消してしまう。

### キャスト
- 安西弥恵[4] - 豊田眞唯

『4』の主人公。小学4年生。純粋かつ洞察力のあるしっかり者な性格。両親が旅行へ出かけたため、夏休みを利用して、兄と一緒に戸野崎で親戚が経営する民宿へ遊びに来た。「ダメなヤツ」が口癖。イタズラ好きで、新ネタを習得するたびに兄に仕掛けている。
子供たちが次々に消えてしまう異変を目の当たりにし、兄がそれに巻き込まれることを危惧して忠告する。また幸一と会話を重ねるうちに彼の友人たちが事件に関わっていること突き止め、彼と共に行動を起こす。
好物はバナナ。
- 安西恒[4] - 広瀬斗史輝

小学6年生。弥恵の兄。あだ名は「コウちゃん」。妹に対していつも威張っているがぼんやりしていて騙されやすく、よく妹にからかわれている。
民宿へ遊びに来てからある夢を見て以来、幻聴を聞いたり、幻覚を見たり、知らない子供達とかくれんぼをする夢を見るようになり、一人で夜に出歩くなど様子がおかしくなってしまう。
好物はイチゴ。スイカにはマヨネーズをかけて食べる。
- 関川幸一 - 笑福亭松之助、福田亮太（幼少期）

弥恵が港で出会った老人。町で文房具屋を経営しており、弥恵から「文房具屋さん」と呼ばれる。少年時代のあだ名は恒と同じく「コウちゃん」。
ネガティブな性格で、弥恵に対してぶっきらぼうに接し、大人げない物言いをすることも多い。一方で色々なイタズラを知っており、それを弥恵に伝授してやる茶目っ気ある一面も見せる。
かつての津波による災害で親友を見捨てて自分だけ逃げてしまったという辛い過去があり、それ以来よく防波堤で海を悲しげに見つめている。
ポプラ社版小説では玩具屋「関川玩具店」を経営している設定になっている。性格も映画版に比べて穏やかで優しい人物として描かれている。
- 国見晴美 - 原田美枝子

あゆむの母で恒と弥恵の叔母。夫・敦史を亡くしてからは、女将として「はまゆり荘」を一人切り盛りしている。
角川版小説では、小学3年生で登場しており、小学6年生の姉・恵美（後の恒と弥恵の母親）と事件に巻き込まれる。同時の苗字（旧姓）は「竹井」。
- 国見あゆむ - 皆川優紀

小学5年生。恒と弥恵の従姉妹。民宿の娘で面倒見の良い性格。噂好きで、兄妹に町の怪談話を紹介する。
映画版では、直接怪奇現象を経験することはなかったが、ポプラ社版小説では、幽霊列車に遭遇したり、須美子が連れ去られる際には電話越しに幽霊の声を聞いている。
- 国見敦史

晴美の夫で、あゆむの父。既に亡くなっているため登場せず、劇中でも灯籠流しなどの場面でほんの少し言及されるのみである。
ポプラ社版小説では、台風の日に高熱を出していたにもかかわらず、転覆した船から乗組員を助け出し、さらに雨の中、土嚢を河川に積んだため、肺炎になり亡くなったといういきさつが語られている。
角川版小説では、小学6年生で登場している。少年時代の幸一に似ており、それが原因で事件に巻き込まれるが、事件を通じて恵美と急接近する。
- 楡林周治 - 坂井英人

小学5年生。児童会長を務めている。大きな黒縁眼鏡をかけている。冷静で大人しそうな容姿とは裏腹に、厳しくリーダーシップに溢れた性格で周囲から一目おかれている。自室にはパソコンがあり、中学受験を目指している様子。
海岸清掃で古ぼけたランドセルを見つけ、海へ放り投げたはずが後に自宅玄関に出現したそれを再び海へ捨てに行くものの、ススムの幽霊に海へ引きずり込まれてしまう。翌日に自力で帰還し、「古い木造の学校でかくれんぼをしていた」と証言した。
- 保科須美子 - 竹島由夏

小学5年生。あだ名は「須美ちゃん」。あゆむの親友で、児童副会長を務めている。実家は酒造を経営しており、巨大なタンクが立ち並ぶ広い倉庫がある。とても心配性な性格で、周治のことを気にかけており、周治が失踪した時も周囲の制止も聞かずに捜索していた。
他に行方不明になった子供たちと違って要因となる行動を起こしたわけではないが、周治のお見舞いに行った際にサカエの人形に取り憑かれ、酒蔵から異世界へ連れ去られてしまう。どのように帰還したかは描かれていないが、ラストの場面では「（何があったのか）覚えてない」と証言した。
- 菊池倫平 - 久保孝則

3人組のリーダー。
- 米山恭一 - 長者康之

3人組の一人。
- 野々井護 - 塚田光

3人組の一人。他の2人より年下で、弱気なためいつもバカにされ若干こき使われている。
海辺で投げた石をテツオの魂を宿った地蔵にぶつけてしまい、その後は幽霊列車に乗っていたススムとテツオの幽霊に異世界へと連れ去られる。どのように帰還したかは描かれていないが、エンディングクレジットでは魚を干す網の上で気絶している様子が映されている。
- 周治の母 - 根岸季衣

ごく普通の母親。周治が海から帰ってきた際の彼の証言を信じていないが霊感は強く、周治のお見舞いにやってきた子供たちの中に、いないはずの人形を持った小さな女の子を見たと言う。
- ユキコ（花村ユキコ） - 森安加代子

幸一の少年時代の友人。角川版小説では小学6年生。あだ名は「ユキちゃん」。長身のおかっぱ頭の少女で、サカエの面倒をよく見ている。隠れる前、幸一に「見つけてね」と耳打ちした。他の3人より登場場面が多い。
ポプラ社版小説ではフルネームが「やまざきゆきこ」となっている。
- サカエ - 春名美咲

幸一の少年時代の友人。外見的には小学校低学年以下であり、ユキコと一緒に行動している。常に人形を持ち歩いている。
映画では他の3人とは違い服に名札が付いていないため、苗字が不明である。
- ススム （町田進）- 内海卓哉

幸一の少年時代の友人。角川版小説では小学4年生。
ポプラ社版小説ではフルネームが「たけうちすすむ」となっている。
- テツオ（岡井哲男） - 小此木優也

幸一の少年時代の友人。あだ名は「てっちゃん」。角川版小説では小学5年生。
ポプラ社版小説ではフルネームが「さかきばらてつお」となっている。
- 麻子 - 渋谷桃子

海岸清掃やプールの場面に登場。
- 史人 - 森幸太

健太郎とよく行動する。海岸清掃、周治の捜索、プールの場面に登場。
- 健太郎 - 馬場達也

史人とよく行動する。海岸清掃、周治の捜索、プールの場面に登場。
- 白石繭 - 高橋愛子

現実主義的な発言が多く、麻子、史人、健太郎同様プール開きの場面で護が連れ去られたという倫平と恭一の証言を嘲る。直後に泳いでいる最中に何者かによって足を引っ張られて溺れかけてしまい、先生に助けられる。須美子の話によると、その日の夜に高熱を出してしまったらしい。
- お医者さん - 綾田俊樹

日射病で倒れた恒の診察を行った。
- 消防団員 - 徳井優
- 仲居 - 種子、田村美佐子
- 先生 - 嶋田豪

映画版では名前が無く、登場場面も海岸清掃やプールで繭を助けるシーンのみ。
ポプラ社版小説版では、姓が「近藤」となっており、方言を話す。敦史の同級生で旧友という設定で、プールや海岸清掃だけではなく子供たちを捜す場面にも登場する。
- ラジオの声 - 内山史朗

### スタッフ
- 監督：平山秀幸
- 製作：藤峰貞利、高井英幸
- プロデューサー：藤田義則、瀬田一彦、木村典代
- 原作：常光徹、日本民話の会
- 脚本：奥寺佐渡子
- 撮影：柴崎幸三
- 音楽：宇崎竜童
- 音楽プロデューサー：高桑忠男（東映音楽出版）
- 挿入歌：吉田拓郎「蒼い夏」
- 美術：中澤克巳
- 録音：宮本久幸
- 照明：上田なりゆき
- 編集：川島章正

### キャッチコピー
「佐藤先生も泣いた」
「つぎは、おまえだ」

### ロケーション
- 大井小学校（愛知県知多郡南知多町）
- つぶて浦（愛知県知多郡南知多町）
- 山海海水浴場（愛知県知多郡南知多町）
- 西塩田小学校（長野県上田市）
- 三重県紀伊長島町・現紀北町
- 大王崎灯台（三重県大王町）
- 野間埼灯台（愛知県美浜町）
- 金谷旅館（静岡県下田市）
- 澤田酒造（愛知県常滑市）
- 橋杭岩（和歌山県串本町）

## 登場妖怪
以下1作目の『学校の怪談』は1、『学校の怪談2』から『学校の怪談4』まではそれぞれ2から4の数字で表記してある。

### 複数作に登場
花子さん（赤い服の少女）
1から3まで登場。1では旧校舎のトイレや廊下に現れ、2と3では冒頭およびラストに学校の周囲に現れた。いずれも後姿のみで顔は見えず、不気味な笑い声以外は喋らない。ただし3のみ例外として、タイチの予言を静かに呟いている。靴は履いておらず裸足である。1では目撃した均が亜樹の妹と勘違いして後を追った事で、校舎に閉じ込められるきっかけとなった。
テケテケ
1から3に登場。都市伝説での「テケテケ」の描写とは異なり、劇中の妖怪の中ではコメディタッチに描かれており、人を怖がらせて楽しんでいる。
1に登場したものはカマとしゃれこうべを背負っており笑いながらあぐらをかいて宙を舞っている。1では埴輪の中に封印されていたものが復活し、2では妖怪屏風に潜んでいたものが復活した。3ではかおるとボクシングで対決し、華麗に攻撃をかわして翻弄するが、卑怯な手を使われてアッパーを受けてしまい敗北している。また、いとこのシャカシャカも登場。
2の小説版では、合宿先の寺の先代の住職で霊能力者である草庵（故人）に仕えた小鬼として登場しており、後半にあの世にいる草庵によって屏風から解放され、主人公たちの手助けを行っている。3の小説版では、言葉を発し、普通に会話することが出来る。
動く人体模型／筋肉標本
1と3に登場。1では旧校舎の理科室にあった人体模型が霊の力で内臓を本物の臓器に変えて動き出したもの。パニックを起こした均に腸を剥がされた事により彼を襲うものの、研輔と翔太によって熊の剥製の下敷きにされる。その後、3人が逃げ込んだ理科準備室にドアを突き破って侵入を図るも、何らかの方法で打ち負かされている。
約300万円する本物の人体模型とそれを基にしたアクション用のマスクとボディスーツ、更に壊される時用の発泡スチロールで作られた模型の3種類が使われた。
3では憑物として登場し、良が学校で友達とふざけて遊んでいた時に誤って倒され、首が取れてしまった筋肉標本が、鏡の世界で塾の教師に化けて現れた。硬直した歩行と、首を曲げて鳴らす癖が特徴。繭子によって百枚オバケが倒されると同時にどこかへ消えてしまった。
人面犬
2・3に登場する顔面だけが人間の犬。特に危害を加える事はなく、気さくに話しかけてくる。
実写の犬の頭部に、役者が犬の被り物を被った映像を合成している。顔部分は、2ではきたろう、3では林家こぶ平が演じた。
2の小説版では、何匹もおり女性や子供の人面犬も登場している。
幽霊
全作に共通して、人間の姿をしたなんらかの幽霊が登場する。オバケの世界と主人公たち（この世）をつなぐ存在であり、ラストのドラマに絡むキーパーソンである。またおおむね子供たちと共に行動しており、作品を追うごとに重要性が増し、4では主役級の扱いとなっている。3を除いて、自身が幽霊であるにもかかわらず、他の幽霊や妖怪に対して驚いたりおびえたりしている。

### 学校の怪談 (1作目)に登場
小室香織
事件当日（ポプラ社版小説では3年前）に骨の病気で亡くなった少女の幽霊。みんなとの思い出を求めて旧校舎に現れ、生徒たちと行動を共にする。皆が旧校舎から脱出するのを見届けた後、最後に脱出した将太に「私を忘れないで」と言い残した。脱出後、闘病の末に亡くなった事が父親から電話で学校に連絡された。
集英社版小説のエピローグでは、後日談を香織の視線で描いている。
クマヒゲ / インフェルノ
旧校舎を掃除していた用務員。伸一が小学生の頃から学校に居り、死後も学校に幽霊として留まっていたが、邪悪な妖怪が乗り移る。正体は蜘蛛のような姿をした凶暴な妖怪（怪物）で、捕らえられた美夏と均を拘束し、自分の城に隠していた。クマヒゲ自体は悪霊ではなく、風紀に口うるさいだけで悪さはしないが、時折疼くようにして口から蜘蛛を覗かせる。子供たちが縄張りに入って来た際は、蜘蛛男の姿となり襲いかかった。目玉は眼鏡と一体化しており、これを均に踏み潰された事でより醜悪な怪物「インフェルノ」に変貌した。
学校全体が活動場所であるが、特に用務員室を「自分の城」といって聖域のように扱っており、侵入者には有無を言わさず鬼気迫る表情で襲い掛かってくるなど縄張り意識が強い。最後は他の凶暴な妖怪達と一緒にハニ太郎に封印され、インフェルノと分離し解放されたクマヒゲの幽霊は「廊下は走るなよ!」と優しく注意しながら、旧校舎へ消えていった。
クマヒゲの時は役者、インフェルノのときは着ぐるみで表現。その変身過程では特殊メイク、アニマトロニクスで撮影。元々は「用務員フェルノ」という引っ掛けの名前が考案されていたが、用務員に対する差別表現となる可能性があった為、クマヒゲという名前となったエピソードがある。妖怪の姿も子供が怖がるだろうという理由で蜘蛛をモチーフとしている。顔のモチーフは骨盤。名の由来は「地獄」の意。
ポプラ社版小説では、クマヒゲは幽霊ではなく普通の用務員で、妖怪になるのは偽者のクマヒゲである（伸一の偽者も登場し妖怪になる）。一方、集英社版小説では、クマヒゲは登場せず、代わりに生徒に屋上から突き落とされた鬼島という事務員の目だけの幽霊が登場する（みらい文庫では、突き落とされた設定と名前がカットされている）。
メリーさん
冒頭で亜樹たちが友達と話している劇中怪談で、学校を舞台にする他は都市伝説として流布されるものを踏襲している。一人で学校に残っていた職員がメリーさんと名乗る妖怪に襲われ、全身の血を全て抜かれた死体で発見されるというもの。ただ、都市伝説の慣例として亜樹から「職員が死亡したら、誰がこの話を伝えるのか」とロジカルに矛盾を突かれている。
フランス人形の姿をしたメリーさんが有名だが、劇中ではスイカをジャックランタンのようにくり抜いた姿として登場。これはSFX担当が独断で行ったもので、象徴的なデザインからこの作品のテーマを決定付けている。モーションコントロール・カメラで撮影された素材を合成している。
口裂け女
旧校舎の保健室に登場。「私ってキレイ?」と笑いながら問いかけ、マスクを外すと大きく口が裂けている。都市伝説として流布されている話と違って追いかけては来ないが、研輔と将太は「ブス」と答えて「ポマード、ポマード」と叫びながら全速力で逃げた。
ベートーベンの亡霊
音楽室に登場。亡霊による楽団の指揮をしている。音楽室で香織と良い雰囲気になりそうな将太のためにムード音楽の演奏を指揮し、将太にウィンクで応えた。
本編からはカットされたが、ベートーベンの肖像画から抜け出して登場するシーンが存在する。
亡霊の楽団
音楽室に登場。ベートーベンの亡霊の指揮の下、将太のためにムード音楽を演奏した。どぎついメイクをしている他は数人編成の楽団で演奏しているだけ。
いずれもワハハ本舗所属の役者が演じている。ゾンビの特殊メイクに加えて多重合成をしている。徐々に旋律が崩れていく。
巨人
眼鏡を掛けており、ゴム草履を履き、浴衣を着た太った巨人の男の子で、地響きを立てながら廊下を歩き、逃げ隠れた亜樹に笑いかけた。亜樹は後退りした末に背後にあった謎の大穴に落ちてしまった。幸いな事に、穴は校舎の外に通じており、意図せず脱出に成功して伸一と再会できた。
役者が演じたものを単純に合成している。天井がどうなっているかは不明。後に発売されたDVD-BOXの特典ディスク内で、巨人が歩く廊下をミニチュアで再現し、役者が歩く場面を先に撮影し、劇中でその映像の足元だけが拡大されて映るように合成している様子が紹介されているシーンがあるが、このシーンにおいては天井は存在していない。
動く粘土の手
図工室にて登場。昔の児童が作った油粘土細工の手首が動き出したもの。
映像上では、ドライアイスの中から実際の手をたくさん突き出すことで表現している。粘土が変化する部分はストップモーション・アニメーションで表現している。
動くホルマリン漬け解剖標本
理科室に保存されていたホルマリン漬けの動物解剖標本であったが霊の力で蘇生。内臓の動きが異様にリアル。
前半終了時には瓶から抜け出て二足で立ち上がる蛙や芋虫状の標本が登場。
骨格標本
研輔が理科室から持ち出し、その後昇降口に放置されてしまったはずが、いつの間にか元の位置に戻っていた骨格標本。自力で戻ったのか、何者かによって戻されたのかは謎。
劇場販売小冊子では妖怪として紹介されている。
動くサッカーボール
不自然な動きと反発力で人の目を引き、美夏を旧校舎に誘導し閉じ込めた。この妖怪の出現が物語の日常を非日常に変える。
青いチューリップ
夏場の旧校舎で瑞々しく活けられている自然界には存在し得ないチューリップの花。これから起こる異質な世界を暗示するものとなっている。
光の蝶
破れた退魔の魔方陣を繋ぎ合わせた際に出現。上記の妖怪と異なり災厄を遠ざける力があり、用務員室に閉じ込められていた均と美夏の下へ案内した。
ハニ太郎
前嶋昭人原作の『ハニ太郎です。』シリーズからポプラ社の作品繋がりで映画に登場した埴輪。モチーフは埼玉県熊谷市野原古墳から出土した「踊る男女」の男子埴輪である。
厳密には妖怪ではなく普通の埴輪と何ら変わりない置物で、自分で動いたりする事も無い。旧校舎裏に無造作に放置されているが「神秘の力」で諸悪を封じる聖なる依代として物語の重要な鍵を握る存在となっている。序盤で旧校舎裏で遊んでいた将太の友人がボールをぶつけて胴と頭部が分断されてしまったため、妖怪たちが解放されてしまった。
ある程度の儀式を行えば壊れていても再生可能で何度でも封魔の力を宿すことが出来る為、インフェルノを中心とした多くの妖怪からは恐れられている。その為子供たちや学校関係者がその存在に気付かないように妖怪側も様々な手段を用いている。
DVD-BOXの特典映像では、繊維強化プラスチックでかたどった白色の模型の中に電球を入れて光らせていたと紹介されており、撮影終了後はSFXを務めた中子真治の自宅でムードランプとして使用されているという。
鏡
旧校舎の階段の踊り場に取り付けられている鏡で、美夏を捜索する亜樹の背後で捕らわれている美夏の姿が映っていた。一面が明るく、反対側が暗い場合、鏡になるが、ライトを当てると透過するマジックミラーの特性を使い撮影されている。このシーンはこの撮影方法の実験的なものだったと特撮担当は語っている。

### 学校の怪談2に登場
ヨシオ、ハルエ
孫に会うために肝試し大会にこっそり参加しようとして児童の姿で現れた司と理香の亡くなった祖父母の幽霊。司たちと離れている間には、体育館で老人の姿で社交ダンスを夫婦で踊っている様子が、なな子に目撃されている。花壇にできた花時計で元の世界に戻っていく司たちを見届けてから消えていった。
さまざまな伏線があり、名乗っていないはずの司の名前をハルエが知っている、ヨシオが腕時計やポラロイドカメラなどの電子機器を見て驚く、校歌についての意見が一致しないなど。司も祖母の名前を覚えており、別れの直前にヨシオが「ハルエ」と彼女の名前を呼んだのをはっきり聞いて、今までの態度や発言、そして別れの挨拶を加味して彼女が自分の祖母だと確信した。
ヨシオは戦時中に亡くなったため司と面識がなく、別れの直前にハルエから教えられるまで彼が自分の孫だとは知らなかった。ハルエは最近まで天寿をまっとうしていたが、晩年はボケていたため、司に公園に置いて行かれた際に、一晩中待ち続けて風邪を引いてしまうという出来事があった。何かと素行が悪い司を心配しており、生前に「もう悪さをしない」と約束をしていた。別れの際にも「あまり悪さをするんじゃないよ」と彼に言い残している。
杏子のポラロイドカメラで撮られた祖父母と司が写った写真は、当初は3人とも子供の姿だったが、事件解決後にもう一度見ると、ヨシオとハルエだけ歳を取っていき、老人の姿になって残った。杏子たちとの駅での別れ際、司の両脇に一瞬姿を現し、彼女たちが乗る列車を一緒に見送った。
小説版、コミカライズ版では、2人とも未登場である。
常盤静子
30年前に謎の首なし死体となって発見された校長の幽霊。金の懐中時計を愛用しており、ろくろ首に変貌して時計を盗んだ浅野を執拗に追い回す。その後、憲から時計を受け取ると満足したようで、お礼を言って消えていった。彼女が出現している間、校長室に飾られている彼女の写真から肖像が消え、時計奪還後はそれを見せびらかすように掲げる彼女が写っていた。
長く伸びた首や一部の顔、後頭部などはCGIで表現されている。首を伸ばしている時の身体を映し、手で反動をつける、伸びきった所から頭で反動をつけてさらに伸ばす、よく肩が凝るなど、細かい設定が添えられている。
小説版では、首と胴体が完全に分離した首だけで飛びまわる幽霊として登場しており、配下に同じく首と胴体が完全に分離した子供たちを従えている。亡くなった際に失くした懐中時計を探しており、主人公たちを執拗に襲う。小説版ではヌシが未登場のため、妖怪たちのボス的存在になっている。杏子が時計塔で見つけた懐中時計を彼女から受け取ると「ありがとう」と言い残して消えていった。
からくり人形
謎の茶運び人形。冒頭の怪談では、常盤静子が亡くなった直後、部屋から出てきてどこかに去っていく。本編中では、異界に取り込まれた主人公たちを冷徹に観察するような描写がなされている。
映像では本物の茶運び人形を使っている。
ヌシ
謎のからくり人形の正体。かなり前から学校の時計台に住み着いている時計塔の主。巨大なしわくちゃの顔に機械仕掛けの腕という不気味な姿をしており、時計を動かして永遠の4時44分から脱出しようと試みる子供たちを妨害する本作における最終ボスといえる存在。
大時計と一体化しているためその場から移動する事はないが、巨大な腕を振り回して攻撃し、口から白いガスを噴出して邪魔をする。逃げ遅れたハルエを襲い彼女をかばったヨシオを腕に捕らえるが、杏子の機転で直弥に浅野の道具（カンナと金槌）で腕を攻撃されて離してしまい、子供たちの脱出を許してしまう。司とヨシオが歯車から憲の靴を外した事で時計が動き始め、体が少しずつ崩壊していき、落下する巨大な歯車で浅野たちの行手を妨害するが、最期は崩れていく学校の時計台ごと滅びた。
映像上はメカトロニクスで表現されている。
動く二宮金次郎像
夜中に動き出し、図書室に本を返却しにくる。かなり運動神経が高く台に戻る際にアクロバティックな動きをする。
上記の手法はストップモーション・アニメーション、CGI、スーツ演技などを駆使して撮影した。
ムラサキババア
司と杏子が逃げ込んだ教室に登場。最初はただの老婆と見せかけて振り向いた時に異形な人相に豹変する。司が祖母の話をしていた時に出現したため、杏子はこの妖怪が司の祖母だと勘違いした。
アニマトロニクスで撮影。豹変前も造形物である。
モナ・リザの複製画
階段の踊り場にかけられた絵画。変顔を浮かべ、目が合った憲に対しウインクをして驚かせる。30年前の時点では踊り場にかけられていない。
リプレイスメント・アニメーションという目の部分だけのアニメーション素材を置き換えて動いているように見せる。
旧日本軍将校の霊
身体が芋虫で出来ており、天井を逆さで行進して、下にいた杏子たちに虫を降らせた。
全て役者が演じており、マスクだけでなく腕も造形されていた。
トイレから伸びる手
くみ取り式の和式トイレに登場。便器の中から唐突に「赤い紙と青い紙どっちがいい？」と尋ね、覗き込んだ憲の顔面をつかんで、引きずり込もうとした。
ストーリーブック及びコミカライズ版では、伸びる手の正体は上記のムラサキババアとされている。
ムラサキカガミ
廊下に掛けられている一般的な鏡であるが、時計塔へ向かう子供たちを妨害する為、なな子を引きずり込んで標本室へ閉じ込めた。標本室の柱や梁は全て紫色に統一されている。
巨大昆虫標本
捕らえられたなな子を標本にしようとした巨大な昆虫。カブトムシとクワガタムシが登場している。
メカトロニクスで表現されている。
人面地球儀
司の顔が浮き出た地球儀で、おどけたような表情を浮かべた後に大笑いすると、教室の壁一面が同様の顔で埋め尽くされ、見る者に恐怖と不快感を与える。
造形物と合成を併用している。
血文字とピアノ
ヌシが自分たちに干渉してくる常盤静子に対し不快感を表現するために用いた妖怪。
血が出現する場面と「ブス」の血文字を形作る場面には、それぞれ「CGI」・「ストップモーション・アニメーション」技法が用いられている。

### 学校の怪談3に登場
タイチ
慎町小学校で20年前に亡くなった病弱な少年の亡霊で、運動会に参加する事を夢見ていた。『二人三脚で転んだ子供に目を付け、鏡の世界に連れ去る悪霊』として語られていたが、実際は心優しい性格で、寂しさゆえに友達が欲しいだけだった。しかし、その思いを妖怪たちに付け込まれて利用されてしまい、自分が少しでも怖い事や意地悪な事を考えてしまうと、妖怪たちが悪事を働いてしまう。鏡の世界に引き込まれた良たちを陰から手助けしていた。良たちが元の世界へ戻ろうとした際、黒板に「ごめんね」と謝罪の言葉を書き記し、その想いを察した良が会いたいと願った事で、生前の姿で実体化した。良はタイチのために一緒に二人三脚をする事を提案し、皆んなでもう一度運動会を行った。タイチの鏡が割られて脱出手段が無くなった際は、自ら光の橋となって、良たちを元の世界へと帰し、感謝の言葉を伝えながら消えていった。
四次元カガミ（タイチの鏡）
この世と異界をつなぐ鏡。ガーゴイルのような飾りがあしらわれたデザインで、タイチの無念が乗り移っており、次々と人を吸い込んでいく。
鏡の世界では文字が反転しているように見える場合がある。また、空間がゆがんでおり、現実世界とは位置関係が異なる場所もある。相手の事を強く想うと、その近くに行けたり逆に呼び寄せたりする事ができる。
タイチが思いを遂げた後、激昂した妖怪たちによって鏡の世界は崩壊を始め、タイチの鏡も割れて粉々に砕けてしまった。そして、タイチが良たちを元の世界へ帰して消えていったと同時に現実世界のタイチの鏡もヒビ割れていた。
シャカシャカ
テケテケの親戚とされている妖怪。為山先生がテケテケの従兄弟と称して形作った粘土細工が勝手に動き出した。かおる曰く、作った人の顔にどことなく似ているという。まだ未完成らしく、下半身は何も履いていない。かなりお茶目な性格で、他の妖怪のような明確な悪意は持ち合わせていない。劇中でかおるに一目惚れし、手から花を出して求愛するが、パンツを履いていない事を指摘されると、赤面して逃げ去った。元の世界に戻ったかおるの前に再び姿を現して脅かすが、その際にはちゃんと赤いふんどしを着用していた。慌てて逃げ出したかおるは「もう図工室なんか行くもんか」と誓った。
テケテケ同様、ストップモーション・アニメーション、パペット演技で表現されている。
小説版では、言葉を発し会話する事ができる。
赤い大玉
かおるたちの前に突如現れ、転がって迫って来る。大きな口で人間を食おうとするが、食べられても大玉の中に入るだけで害はない。運動会に使われる玉転がし用の単純な大玉であるが、CGIで表現されており、万国旗や楽器などを纏う様子が描かれている。
百枚オバケ
塾の事務室にあるコピー機がひとりでに動き出し、出て来た大量のプリント類が積み重なって人間の形となったオバケ。繭子によって掃除機の気流に巻き込まれてバランスを崩し、蛍光灯と接触した際に飛んだ火花で発火して焼失した。CGIで表現されている。
のっぺらぼう
鏡の世界の住人。久保田真知子・木村義男・警官の姿で現れ、凹凸はあるが真っ白な顔面をしている。
自分に顔が無い事を悲しんでおり、鏡の世界にやってきた良たちから顔を奪おうと刃物を持って追いかけてくる。目的の為なら平気で人を殺そうとする凶悪な妖怪であるが、口が無いにも関わらず食べ物を頬張ろうとするなど、間抜けな一面も見せる。普通の顔があるように見せかける事が可能で、良たちを現実世界に戻ったと思わせて騙した。最後はタイチが鏡の中に呼び寄せて閉じ込めてしまった。
振り返って顔を見せる瞬間のツルッとした状態はCGで、凹凸のある顔は元の役者の顔に似せた石膏の面を付けている。そのままでは呼吸ができないためチューブを通して息をし、視界が全く無いので演技をするのは非常に難しいという。
ゾンビバス
運転手や乗客が全員ゾンビとなったバス。彼らは現実世界では普通の人間であり、人に危害を加える様子はない模様（乗り込んだ良たちに迫って来るように見えるため恐怖で逃げ出した）。走行中にスキール音が鳴るほどなので、かなり危険運転なドライバーになってしまったと思われる。運転手は急いで逃げ出そうとした良の腕を掴んで、しっかりと運賃を要求し、良はありったけの小銭で支払った。
運転手・乗客とも特殊メイクを施した役者が演じている。
世界地図
茜たちが通りかかると突然海が溢れ出して飲み込んでしまう。しかし、ずぶ濡れになるだけで命に別状はなかった。
演じる際は流水プールを使って撮影を行っている。
閉鎖教室
良たちを閉じ込めた後、徐々に壁を狭めて押し潰そうとした。良たちが外に居たかおるの想いを念じる事でワープして脱出した。悟だけは上手く念じる事ができず、取り残されてしまうが、良と柚香が悟の想いを念じる事でギリギリで脱出できた。
恐竜骨格
巨大な怪獣のハリボテ（生徒の工作品）の中から現れた恐竜の骨格模型。タイチと和解して鏡の世界から脱出しようとする良たちを妨害するために執拗に追いかけて来る。妖怪のボスのような扱いであったが、最後は崩れゆく学校の床に飲み込まれ、奈落の底に転落して消えていった。
ストップモーション・アニメーション、原寸大の実写、CGIで表現されている。イメージは5、6メートルのアロサウルスで、顔と手は1.5倍に強調してある。

### 学校の怪談4に登場
コウイチ
フルネームは関川幸一。ユキコらとともにかくれんぼをしていたが、コウイチは鬼役で一人だけ廊下をうろうろしていたために異変に気づいた。他の四人に異変を呼びかけるも通じず、やむなく一人だけ逃げ出したことで惨事から生き延びることができたが、これが心残りとなってしまう。戦後は地元で小さな文具店を経営し、弥恵からは「文房具屋さん」という愛称で呼ばれている。
実は本編の始まる1年前にすでに亡くなっていたのだが、友人を亡くしたことへの後悔の念から霊になって残り、連日防波堤から海を悲しげに見つめている。弥恵にだけその姿が見えていた。
本編終盤で弥恵と共に彼岸の世界の校舎内でユキコたちを見つけ出し、この世への執着が晴れて笑顔で成仏した後、海の底に眠る過去の校庭でユキコたちとともに遊び続けている。
角川版小説では、普通の生きている人間であり、事態を終息させて友人4人を成仏させようと奔走する。
ユキコ、サカエ、ススム、テツオ
戦前、戸野崎尋常小学校の津波による災害時、たまたま校舎内でかくれんぼをしていたために逃げ遅れ、死亡した4人の生徒の幽霊。4人の魂を弔うため、海岸には4体の地蔵がまつられている。
現在の戸野崎小学校に彼らの写った過去の写真が残されており、この写真に最初の異変があった。
角川版小説では、ユキコが敦史をコウイチと勘違いしたため、彼を連れ去ろうとしており、それを邪魔する恵美に憎悪を抱き執拗に彼女を襲うが、後に誤解が解けて和解する。また、サカエは人形とはぐれており、それを探して町を彷徨っていたが、その中で晴美と出会い心を通わせるようになり、このことが恵美を救うことになる。
国見敦史
晴美の夫で、あゆむの父。幽霊での登場はポプラ社版小説のみである。
コウイチたちが成仏した後、ダイバーの姿で弥恵、恒、護、須美子の前に現れて海へ沈みゆく校舎から浜まで彼らを救い出し、そこへ駆けつけて来た妻・娘とも再会を果たし、僅かだが言葉を交わしたあと消えていった。
人面ガニ
冒頭、台風で流されてきたランドセルの中から無数の小さなカニと一緒に出てきた一番大きいカニ。背中に鬼瓦のような禍々しい顔がある。
幽霊列車
廃線となった鉄道路線の踏切に現れる。列車の中にはススムとテツオが乗っており、護をさらって列車ごと海へと入っていった。
接近時は実物で、海へ入っていく遠景ではCGで表現されている。なお塗装パターンが微妙に異なること以外は『2』のラストに登場した電車と同型。
女の子の人形
サカエが死亡時に持っていた人形。サカエの無念とともにたびたび現れ、須美子を連れ去った。彼岸の世界では、サカエの隠れていたロッカーの中に遺されていた。
角川版小説では、サカエとはぐれており、彼女を探して昔彼女の家があった場所（今の小学校）をさまよっていたが、晴美の協力で無事に再会を果たす。
海で死んだ人の魂
魚のような蛍のような、クリオネに近い幻想的な姿をしており、彼岸の世界の校舎内で空中を漂っている。すべてCGで表現されている。

## 関連書籍・ゲーム・サウンドトラック

### 書籍
ストーリーブック
- 学校の怪談ストーリーブック（東宝）
- 学校の怪談2ストーリーブック（東宝）
- 学校の怪談3ストーリーブック（東宝）

公式超全集
- 学校の怪談2公式超全集（講談社）
- 学校の怪談3公式超全集（講談社）

大百科
- 学校の怪談3オバケ大百科（マイルストーン、ポプラ社）

小説：映画の小説版となるが、人物設定や話の展開などが映画と少し異なっている。
- 学校の怪談（集英社、岡崎弘明） - 後に集英社みらい文庫から挿絵付（弥南せいら）で発売された。
- 学校の怪談（ポプラ社、岡本賢一）
- 学校の怪談2（ポプラ社、岡本賢一）
- 学校の怪談3（ポプラ社、大場惑）
- 学校の怪談4（ポプラ社、秋月達郎）
- 夏のかくれんぼ 学校の怪談4（角川書店、飯野文彦） - 映画版主人公・弥恵の叔母・晴美とその姉・恵美（弥恵の母）が本作の主人公を務めている。

コミカライズ：『2』と『3』が『コミックボンボン』で連載され後に単行本化された。『学校の怪談4』では子どもが『コミックボンボン』を持っているシーンがある。また、『4』が『なかよし』1999年7月号および8月号に掲載されたが、単行本化されていない。
- 『学校の怪談2』（講談社、井上大助）
- 『学校の怪談3』（講談社、冬凪れく）
- 『学校の怪談4』（講談社、笹野鳥生）

シナリオ（日本シナリオ作家協会）：『2』と『3』のシナリオ台本が1996年9月号と1997年8月号にそれぞれ掲載され、『2』は脚本家、『3』は監督と脚本家のインタビューも掲載された。
その他
- 映画「学校の怪談」によせられたこわーいうわさ（ポプラ社）

### ゲーム
- 『学校の怪談』（セガ）セガサターン 1995年7月14日発売
ホラーアドベンチャーゲーム。1作目の『学校の怪談』の実写映像を使ったゲームとなっている。

### サウンドトラック
- 『学校の怪談　スペシャル・サウンドトラック』（キングレコード）1997年7月22日発売
『3』のサウンドトラックに『1』の6曲と『2』の3曲を加えた映画音楽CDとなっている。

## 関連イベント
宝塚ファミリーランド・イベントホール『学校の怪談』『学校の怪談2』
同映画版を基にしたお化け屋敷
CM出演…尾上寛之 、中村香実 、 福岡香純 、庄田裕一
岐阜県下呂温泉合掌村 『学校の怪談2 放課後のうわさばなし』
SFXプロデューサーの中子真治プロデュースによるお化け屋敷。
なお、下呂温泉は3作目のロケ地でもある。